# Ernesto Galán
Ernesto Galán Íñigo (Madrid, 17 giugno 1986) è un calciatore spagnolo, difensore del Villaviciosa de Odón.